# Morti nel 1990/Febbraio
| Questa pagina contiene informazioni ricavate automaticamente dalle voci biografiche con l'ausilio del template Bio e di un bot. L'aggiornamento è periodico e automatico e ricostruisce completamente la pagina. Se manca una persona in questa lista, sei pregato di non aggiungerla, ma accertati piuttosto che la sua voce biografica contenga il template Bio e che i dati anagrafici siano correttamente compilati. Se il template Bio manca, inseriscilo tu stesso o, in alternativa, metti l'avviso {{tmp\|Bio}} che ne segnala la mancanza. Se i dati riportati sono sbagliati, correggi direttamente la voce biografica; le modifiche saranno visibili in questa lista entro pochi giorni. Per chiarimenti vedi il progetto biografie. La lista contiene solo le 97 persone che sono citate nell'enciclopedia e per le quali è stato implementato correttamente il template Bio. Pagina aggiornata al 3 mar 2024. |

- 1º febbraio - Gianfranco Contini, critico letterario, filologo e partigiano italiano (n. 1912)
- 1º febbraio - Lauritz Falk, attore e regista svedese (n. 1909)
- 1º febbraio - Antonio Ubieto Arteta, storico e filologo spagnolo (n. 1923)
- 1º febbraio - Jadwiga Wajs, discobola polacca (n. 1912)
- 2 febbraio - Paul Ariste, linguista e esperantista estone (n. 1905)
- 2 febbraio - Pietro Carbone, magistrato italiano (n. 1918)
- 2 febbraio - Mary Kathleen Crichton, nobildonna britannica (n. 1905)
- 2 febbraio - Benedict Daswa, beato sudafricano (n. 1946)
- 2 febbraio - Enrico De Pedis, mafioso italiano (n. 1954)
- 2 febbraio - Mel Lewis, batterista statunitense (n. 1929)
- 2 febbraio - Elettra Pollastrini, politica italiana (n. 1908)
- 2 febbraio - Don Welsh, allenatore di calcio e calciatore britannico (n. 1911)
- 3 febbraio - Felice Chiusano, cantante e batterista italiano (n. 1922)
- 3 febbraio - Pete Mount, cestista statunitense (n. 1925)
- 3 febbraio - Jane Novak, attrice statunitense (n. 1896)
- 3 febbraio - Vito Rosa, politico italiano (n. 1921)
- 3 febbraio - Marcel Thévenet, sollevatore francese (n. 1915)
- 4 febbraio - Maria Gambarelli, ballerina e attrice statunitense (n. 1900)
- 4 febbraio - Eugenio Henke, ammiraglio italiano (n. 1909)
- 4 febbraio - Berta Karlik, fisica austriaca (n. 1904)
- 4 febbraio - Whipper Billy Watson, wrestler canadese (n. 1915)
- 5 febbraio - William Bartley III, filosofo statunitense (n. 1934)
- 5 febbraio - Maria Benedetto, presbitero francese (n. 1895)
- 5 febbraio - Mario Pavesi, imprenditore italiano (n. 1909)
- 5 febbraio - Zé Beto, calciatore portoghese (n. 1960)
- 6 febbraio - John Merivale, attore britannico (n. 1917)
- 6 febbraio - Jean Sécember, calciatore francese (n. 1911)
- 6 febbraio - Jimmy Van Heusen, compositore e pianista statunitense (n. 1913)
- 7 febbraio - Gunther Baumann, allenatore di calcio e calciatore tedesco (n. 1921)
- 7 febbraio - Bill Perigo, cestista e allenatore di pallacanestro statunitense (n. 1911)
- 7 febbraio - Alan Perlis, informatico statunitense (n. 1922)
- 8 febbraio - Katalin Karády, attrice e cantante ungherese (n. 1910)
- 8 febbraio - Charles Maclean, barone Maclean, nobile scozzese (n. 1916)
- 8 febbraio - Del Shannon, cantautore e produttore discografico statunitense (n. 1934)
- 8 febbraio - George de Mestral, ingegnere svizzero (n. 1907)
- 9 febbraio - Francesco Vinci, rugbista a 15 e allenatore di rugby a 15 italiano (n. 1910)
- 10 febbraio - Knut Hansson, calciatore svedese (n. 1911)
- 10 febbraio - Luigi Musina, pugile italiano (n. 1914)
- 11 febbraio - Léopold Anoul, allenatore di calcio e calciatore belga (n. 1911)
- 11 febbraio - Antonio Bernieri, partigiano e politico italiano (n. 1917)
- 11 febbraio - Tom Brennan, cestista statunitense (n. 1930)
- 11 febbraio - Marie-Dominique Chenu, teologo francese (n. 1895)
- 11 febbraio - Bruno Giraldi, calciatore italiano (n. 1907)
- 11 febbraio - Vojtech Löffler, scultore slovacco (n. 1907)
- 12 febbraio - Werther Cacciatori, militare e partigiano italiano (n. 1912)
- 12 febbraio - Dino Falconi, scrittore e regista italiano (n. 1902)
- 12 febbraio - Lodovico Montini, politico italiano (n. 1896)
- 13 febbraio - Ken Lynch, attore statunitense (n. 1910)
- 13 febbraio - Guido Seborga, giornalista, poeta e pittore italiano (n. 1909)
- 14 febbraio - Leopoldo Cepparello, compositore italiano (n. 1909)
- 14 febbraio - José Luis Panizo, calciatore spagnolo (n. 1922)
- 14 febbraio - Jean Wallace, attrice statunitense (n. 1923)
- 15 febbraio - Henry Brandon, attore tedesco (n. 1912)
- 15 febbraio - Frans Kellendonk, scrittore olandese (n. 1951)
- 15 febbraio - Norman Parkinson, fotografo inglese (n. 1913)
- 15 febbraio - Yustrich, allenatore di calcio e calciatore brasiliano (n. 1917)
- 16 febbraio - Robert Brunschvig, islamista francese (n. 1901)
- 16 febbraio - Arcângelo Cerqua, vescovo cattolico e missionario italiano (n. 1917)
- 16 febbraio - Keith Haring, pittore e writer statunitense (n. 1958)
- 16 febbraio - Luis Ortiz Monasterio, scultore messicano (n. 1906)
- 16 febbraio - József Moravetz, calciatore rumeno (n. 1911)
- 16 febbraio - Vladimir Vasil'evič Ščerbickij, politico sovietico (n. 1918)
- 16 febbraio - Dino Platone, giornalista, antifascista e illustratore italiano (n. 1928)
- 17 febbraio - Robert Bernard, calciatore tedesco (n. 1913)
- 17 febbraio - Jean-Marc Boivin, alpinista, scialpinista e paracadutista francese (n. 1951)
- 17 febbraio - Hap Day, hockeista su ghiaccio, allenatore di hockey su ghiaccio e dirigente sportivo canadese (n. 1901)
- 17 febbraio - Erik Rhodes, attore, cantante e ballerino statunitense (n. 1906)
- 18 febbraio - Günther Bornkamm, biblista e teologo tedesco (n. 1905)
- 18 febbraio - Margaret Craske, ballerina, coreografa e insegnante britannica (n. 1892)
- 18 febbraio - Fermín Estrella Gutiérrez, scrittore e poeta spagnolo (n. 1900)
- 19 febbraio - Francesco Antonio De Cataldo, avvocato e politico italiano (n. 1932)
- 19 febbraio - Otto Eduard Neugebauer, matematico austriaco (n. 1899)
- 19 febbraio - Michael Powell, regista e sceneggiatore inglese (n. 1905)
- 20 febbraio - Harry Klinefelter, medico statunitense (n. 1912)
- 21 febbraio - Elena Albertini, scrittrice italiana (n. 1902)
- 21 febbraio - Isaac Jacob Schoenberg, matematico rumeno (n. 1903)
- 21 febbraio - Alberto Simioni, fumettista italiano (n. 1951)
- 22 febbraio - Stephen W. Burns, attore statunitense (n. 1954)
- 22 febbraio - Renato Chabod, politico, avvocato e alpinista italiano (n. 1909)
- 22 febbraio - Nadežda Nikolaevna Koševerova, regista cinematografica sovietica (n. 1902)
- 23 febbraio - Phyllis Adair, attrice statunitense (n. 1919)
- 23 febbraio - James Maurice Gavin, generale statunitense (n. 1907)
- 24 febbraio - Arthur Ayrault, canottiere statunitense (n. 1935)
- 24 febbraio - Malcolm Forbes, editore statunitense (n. 1919)
- 24 febbraio - Sandro Pertini, politico, giornalista e partigiano italiano (n. 1896)
- 24 febbraio - Johnnie Ray, cantante e pianista statunitense (n. 1927)
- 26 febbraio - Carlo Cammarota, pianista, compositore e direttore d'orchestra italiano (n. 1905)
- 26 febbraio - Julian Gascoigne, generale inglese (n. 1903)
- 26 febbraio - Bruno Vailati, partigiano e regista italiano (n. 1919)
- 26 febbraio - Márvio dos Santos, pallanuotista brasiliano (n. 1934)
- 27 febbraio - Alberto Giustolisi, scacchista italiano (n. 1928)
- 27 febbraio - Cirillo Grott, scultore italiano (n. 1937)
- 27 febbraio - Josephine Johnson, scrittrice statunitense (n. 1910)
- 28 febbraio - Emma Cesarskaja, attrice sovietica (n. 1909)
- 28 febbraio - Mario Craveri, direttore della fotografia e regista italiano (n. 1902)
- 28 febbraio - David Prichard, chitarrista statunitense (n. 1963)
- 28 febbraio - Greville Wynne,  britannico (n. 1919)